# Itoplectis tabatai
Itoplectis tabatai là một loài tò vò trong họ Ichneumonidae.